# Спектральный прибор
Спектральными называются оптические приборы, в которых осуществляется разложение электромагнитного излучения оптического диапазона на монохроматические составляющие. Такие приборы используются для качественного и количественного исследования спектрального состава света, излучаемого, поглощаемого, отражаемого или рассеиваемого веществом. Эти исследования позволяют судить о свойствах вещества, его химическом составе и характере физических процессов, связанных с излучением или взаимодействием света с веществом. Спектральные приборы применяются также для получения излучения заданного спектрального состава.
Большинство современных спектральных приборов являются «классическими» по способу осуществления спектрального разложения излучения. В этих приборах в качестве диспергирующего элемента используется дифракционная решетка, которая осуществляет пространственное разложение излучения в спектр (по длинам волн).
«Классические» приборы можно разделить на две группы: монохроматоры и спектрографы.
Монохроматоры предназначены для выделения излучения в пределах заданного спектрального интервала. Оптическая система монохроматора включает в себя входную щель, коллиматорный объектив, дифракционную решетку, фокусирующий объектив и выходную щель, которая выделяет излучение, принадлежащее узкому интервалу длин волн. В монохроматорах всегда имеется возможность сканирования спектра путём поворота дифракционной решетки вручную либо с помощью специального механизма.
Спектрографы предназначены для одновременной регистрации относительно широкой области спектра. В отличие от монохроматоров, в фокальной плоскости фокусирующего объектива вместо выходной щели устанавливается многоэлементный приемник (фотодиодная линейка, ПЗС-линейка, ПЗС-матрица и др.), позволяющий регистрировать оптическое излучение в пределах определенного поля. Спектрографы используются преимущественно в ультрафиолетовой (УФ), видимой и ближней инфракрасной (ИК) областях спектра, что обусловлено имеющимися в настоящее время многоэлементными приемниками излучения (190—2600 нм).
Основными характеристиками спектральных приборов, определяющими их свойства и возможности, являются:
- рабочий спектральный диапазон,
- светосила и относительное отверстие,
- дисперсия и разрешающая способность,
- уровень рассеянного света,
- компенсация астигматизма.